# Saraband (film)
Saraband er en svensk dramafilm fra 2003 instrueret af Ingmar Bergman. Den blev lavet til fjernsyn, men blev udgivet i biografer i udvalgte lande uden for Sverige. Tv-versionen er 107 minutter lang, mens biografversionen varer lige under 2 timer. Projektet var Bergmans sidste som instruktør, før han døde i 2007.
Filmen er en efterfølger til tv-serien Scener fra et ægteskab (1973), der vender tilbage til karaktererne Johan og Marianne, spillet af Erland Josephson og Liv Ullmann.

## Handling
Marianne opsøger sin tidligere mand Johan efter mange års adskillelse. Hun bliver vidne til det anstrengte forhold mellem Johan og hans søn Henrik, samt Henriks datter Karin, der står i centrum for spændingerne. Filmen kredser om familiekonflikter, aldring, skyld og længsel.

## Medvirkende
- Liv Ullmann som Marianne
- Erland Josephson som Johan
- Börje Ahlstedt som Henrik
- Julia Dufvenius som Karin
- Gunnel Fred som Martha